# Шевченко Григорій Петрович
Шевченко Григорій Петрович (нар. 1868 р., с. Кирилівка Звенигородського повіту Київської губернії [нині — с. Шевченкове Звенигородського району на Черкащині] — пом. 1941) — фотограф, внучатий небіж Тараса Григоровича Шевченка. Створив високохудожні світлини та унікальні фотолистівки із зображеннями місць, де народився й провів дитинство Тарас Шевченко.

## Біографія
Рід фотографа походить від Андрія "Товстика" (Безрідного) (1722—1795), який був батьком Кіндрата Андрійовича — рідного брата діда Тараса Григоровича — Івана Андрійовича Шевченка (1761—1849). Точні дати життя Кіндрата, на жаль, невідомі. Відомо, що у Кіндрата було чотири сини: Григорій (1795 р.н.), Мирон (1798 р.н.), ще один Григорій (1803 р.н.) та Петро. Григорій мав трьох синів: Варфоломія, Петра та Лаврентія. У Петра Григоровича народилося четверо дітей: двоє синів — Григорій та Іван — і дві доньки — Варвара й Мотря. Дітей Петра в Кирилівці, де й проживала родина, по-вуличному називали Петриками. Отже, Григорій Петрович доводився Тарасові Шевченку внучатим небожем.
Григорій Петрович Шевченко навчався в Одеському художньому училищі, адже мав неабиякі здібності до малювання. Відомо, що був він чоловіком могутньої статури, важив близько 159 кілограмів, займався боротьбою. Був у дружніх стосунках із Іваном Піддубним і навіть разом із ним брав участь у змаганнях. В Одесі він познайомився з Вірою Йоахимівною, німкенею за походженням. Вона народилася в одній із південних німецьких колоній (за одними даними – під Херсоном, за іншими – під Одесою). Батьки дівчини померли дуже рано, і її вихованням опікувалися тітки, а потім – заможна одеська родина, що мешкала в самому центрі міста на вулиці Дерибасівській. 
У 1889 р. після одруження молодята переїхали на батьківщину Григорія Петровича до Кирилівки. Подружжя часто навідували граф Браницький з родиною, Енгельгардти, Микола Лисенко, Олександр Кошиць.  
У родині Шевченків народилося три доньки: Євгенія (1898 р.н.), Галина (1900 р.н.), Катерина (1910 р.н.) та син, який помер одразу після того, як з’явився на світ. У 1922 р. від  тифу помирає Віра Йоахимівна. Пізніше Григорій Петрович одружується вдруге на своїй хатній робітниці Катерині. У 1934 р. народжується найменша донька Г.П.Шевченка Валентина. 
Під час гітлерівської окупації Кирилівки Григорія Петровича було заарештовано. Скориставшись слушною можливістю, він спробував втекти і стрибнув до криниці, куди німецькі військові скидали розстріляних мешканців села. Ця криниця і стала місцем останнього спочинку фотографа. На місці загибелі селян встановлено обеліск із зазначенням прізвищ шістьох односельців і символічна криниця.

## Творчість
Г.П.Шевченко своїм коштом видав близько 160 унікальних фотолистівок під назвою ― "Види й типи України". Він зафіксував для історії яскраву плеяду видатних постатей, діячів культури, селян, земляків Тараса Шевченка, мальовничі українські краєвиди. Надзвичайно цінним є й те, що його фотодіяльність припадає на кінець ХІХ — початок ХХ ст., коли Україна ще не зазнала разючих змін і зберігала свою незайману автентичність. 
Шевченкіана є однією з основних тем у творчості кирилівського фотографа. Григорій Петрович робив фоторепродукції портрета великого предка, а також листівки і світлини пам’ятних місць у с. Кирилівка, з якими було пов’язане земне життя Тараса Шевченка і його останній спочинок.  
Із чималого доробку нащадка великого роду зберіглося лише декілька десятків фотографій і листівок, які зберігаються у фондах Національного музею Тараса Шевченка в Києві, музеї "Кобзаря" Тараса Шевченка в Черкасах та в колекції Фонду Миколи Бабака